# Секст Нераний Капитон
Секст Нераний Капитон (лат. Sextus Neranius Capito) — римский политический деятель второй половины I века.
Возможно, Капитон происходил из Италии. О его родителях нет никаких сведений. В 80 году он занимал должность консула-суффекта вместе с Луцием Ацилием Страбоном. По другой версии, он находился на этом посту в 71 году. Дальнейшая его биография не известна.